# Радісне (Бердичівський район)
Раді́сне — село в Україні, в Краснопільській сільській громаді Бердичівського району Житомирської області. Населення становить 124 осіб.

## Історія
5 серпня 1965 року с. Веселка перейменовано на с. Радісне.

## Населення

### Мова
Розподіл населення за рідною мовою за даними перепису 2001 року:
| Мова       | Кількість | Відсоток |
| ---------- | --------- | -------- |
| українська | 123       | 99.19%   |
| російська  | 1         | 0.81%    |
| Усього     | 124       | 100%     |